# المرعبين في العمل
المرعبين في العمل (بالإنجليزية: Monsters at Work)‏ هو مسلسل رسوم متحركة أمريكي قادم على منصة ديزني+،المسلسل من بطولة جون غودمان،بيلي كريستال،جون راتزنبرجر وجنيفر تيلي
من المقرر عرض المسلسل في بداية 2021.

## روابط خارجية
- المرعبين في العمل على موقع IMDb (الإنجليزية)
- المرعبين في العمل على موقع روتن توميتوز (الإنجليزية)
- المرعبين في العمل على موقع فيلمافينيتي (الإسبانية)
- المرعبين في العمل على موقع كينوبويسك (الروسية)
- المرعبين في العمل على موقع ألو سيني (الفرنسية)
- المرعبين في العمل على موقع قاعدة بيانات الفيلم (الإنجليزية)

لم يتم العثور على روابط لمواقع التواصل الاجتماعي.